# Pantalla d'escombrat volumètric
Una pantalla d'escombrat volumètric o swept-volume display en anglès, és una pantalla volumètrica que per mitjà de la representació d'imatges bidimensionals sobre una pantalla que està girant a alta velocitat és capaç de generar imatges que el sistema visual humà (SVH) percep com a tridimensionals. Les imatges bidimensionals es poden representar per mitjà de diverses tècniques, ja sigui incloent-hi LEDs a la mateixa pantalla giratòria o bé projectant-les des d'un projector extern (cas més habitual comercialment). La pantalla giratòria pot tenir forma d'hèlix o bé ser una superfície plana molt prima i translúcida.
La pantalla d'escombrat volumètric s'està implantant en camps tan diversos com poden ser la medicina, el CAD mecànic o la visualització militar.

## Funcionament
L'explicació del funcionament es basa en les tècniques de projecció d'imatges sobre una superfície translúcida atès que no es perd generalitat al fer-ho i que el mateix principi de funcionament és aplicable a les pantalles amb LEDs.

### Parts del sistema
La pantalla d'escombrat volumètric està formada per un conjunt d'elements bàsics com un projector de llum, un sistema de miralls retransmissors de llum, una superfície on es projecta aquesta llum, un sistema de gir que permet la rotació de la superfície de projecció i finalment una cobertura transparent que protegeix el sistema de rotació de qualsevol element que en pugui obstaculitzar el seu funcionament.
Projectorés l'element que actua com a font de llum. Actualment s'usen dues tecnologies, la primera d'elles usa tres làsers, un vermell, un verd i un blau. L'altra utilitza la tecnologia DLP.
Superfície de projeccióelement que pot ser una peça de vidre acrílic i tenir forma d'hèlix o bé ser un element translúcid molt prim. Quan la llum impacta aquest element la llum sembla sorgir del punt d'impacte i no pas de la font de llum real. Pel cas de l'element translúcid és possible veure una imatge per ambdós costats de la superfície.
Sistema de girs'encarrega de dotar d'una velocitat de gir a la superfície de projecció conjuntament amb els miralls retransmissors, de tal manera que aquests formin el mateix angle respecte a la superfície de projecció en tot moment, independentment de l'angle instantani que presenti la superfície de projecció respecte al projector.
Miralls retransmissorsconjunt de miralls encarregats de guiar la llum provinent del projector sobre el seu punt corresponent de la superfície de projecció.

### Generació de la imatge
Cada voxel de la imatge tridimensional emet llum des de la regió de l'espai on està situat. La combinació de les diferents intensitats de llum de cadascun dels voxels continguts en un volum és el que forma l'escena tridimensional.
Per tal d'aconseguir l'emissió de cada voxel es realitza un escombrat de la superfície de projecció amb un feix lluminós. Un cop s'ha projectat la llum sobre tota la superfície s'hauran il·luminat tots els voxels continguts a la regió de l'espai que ocupa la superfície en aquell moment, a continuació la superfície gira un determinat angle i tornant a repetir l'escombrat amb el feix lluminós s'il·luminen nous voxels. D'aquesta manera repetint el procés, la superfície de projecció anirà escombrant un espai volumètric i il·luminant els diferents voxels continguts en ell. La imatge s'haurà generat completament quan la superfície de projecció, hagi realitzat mitja volta sobre si mateixa.
Tanmateix, amb aquest sistema no s'aconsegueix crear realment una imatge de tres dimensions sinó que s'aprofita una característica del SVH anomenada persistència de visió que permet enganyar-lo perquè cregui que el que està veient és una imatge tridimensional en lloc d'una gran quantitat d'imatges bidimensionals presentades en un període molt curt. Aquest fenomen permet bàsicament donar continuïtat a una seqüència d'imatges presentades de forma discreta. En aquest cas la continuïtat esdevé espacial, mentre que en el cas de les seqüències de vídeo, és temporal, i és el que permet percebre el moviment.

## Característiques
Per entendre les propietats d'aquesta tecnologia cal primer entendre com els éssers humans veuen el món.

### Propietats de la visió tridimensional humana
Els humans perceben les tres dimensions perquè el seu cervell combina les imatges mínimament diferents procedents de cada ull. Una conjugació entre il·lusions òptiques, musculatura ocular, enfocament i convergència, i moviment del cap és el que incrementa aquestes dues imatges amb informació que el cervell utilitza per crear la percepció de les imatges en tres dimensions. La diferència entre la imatge captada per cadascun dels ulls s'anomena disparitat binocular. Això força els ulls a realitzar altres accions necessàries per a determinar profunditats, cal que els ulls convergeixin o dit d'una altra manera, cal que mirin tots dos cap al punt on les dues imatges s'encavalquen i llavors enfoquin a aquella distància. Si apareix una diferència entre el punt de convergència de les imatges i el punt on s'està enfocant es produeix un ràpid cansament ocular que pot derivar en maldecaps. Finalment per al càlcul de la profunditat resta indicar que el moviment del cap que permet veure zones de la imatge que prèviament estaven amagades és també un factor molt important. Aquesta sensació de profunditat induïda pel moviment de l'observador s'anomena paral·laxi de moviment.

### Propietats de la tecnologia de les pantalles d'escombrat volumètric
Pel fet de ser una pantalla volumètrica presenta una sèrie de propietats molt útils, incloent un angle de visió de 360° molt més ampli que les pantalles bidimensionals, així com proporcionar imatges amb completa paral·laxi, és a dir, permetent un o diversos observadors mirar una escena tridimensional des de diversos punts de vista, tant horitzontals com verticals. A més a més, aquestes pantalles no presenten problemes d'enfocament o de convergència al generar imatges que realment tenen profunditat i que per tant permeten a l'ull rotar i convergir al mateix punt on estan enfocant, cosa que no passa amb altres pantalles tridimensionals com ara les ulleres estereoscòpiques, que provoquen que l'ull resti enfocant a la distància on es troba la pantalla que emet les imatges mentre les imatges que les ulleres filtren i projecten a cada ull els forcen a convergir a distàncies per davant o darrere de la distància focal.

### Característiques tècniques
Projector amb tres làserspoden processar aproximadament mig megabyte per segon d'informació i, per tant, com a màxim poden representar imatges tridimensionals simples i monocromàtiques. Aquest tipus d'imatges contenen uns 10.000 voxels.
Projector amb DLPSón capaços de generar imatges tridimensionals degut a la gran capacitat de processament dels DLP que és de l'ordre de 2.75 GB/s. Això comporta que siguin capaços de generar imatges tridimensionals complexes i de color. En un exemple pràctic, per a la pantalla comercial Perspectra aquest tipus d'imatges contenen uns 100 milions de voxels en 25 cm de diàmetre. Per a generar-les s'usa una velocitat de rotació de la pantalla de projecció d'unes 15 voltes per segon i on es projecten més de 200 imatges bidimensionals per segon el que porta a una freqüència d'unes 6400 imatges per segon, suficient per enganyar el cervell acostumat a les 25 necessàries per a generar sensació de moviment.

## Avantatges i inconvenients

### Pros
Un dels principals avantatges d'aquesta tecnologia i que la fa especialment atractiva als entorns comercials és que el programari de reproducció d'imatges que s'usa en l'actualitat per representar gràfics tridimensionals és fàcilment adaptable per a representar aquests mateixos gràfics a una pantalla d'escombrat volumètric i, per tant, els costs d'adaptació de programari serien molt baixos.

### Contres
El fet de contenir un component que gira a gran velocitat obliga a tenir un control de vibracions. En el millor dels casos aquestes vibracions portarien a una pèrdua de definició de la pantalla a causa del fet que els voxels no estarien sempre al mateix punt i, per tant, s'obtindria una imatge més borrosa. En el pitjor dels casos tot el mecanisme es podria desmuntar degut a la precessió giroscòpica, un fenomen que depèn de la força aplicada sobre un element en rotació. Per tant, muntar aquest tipus de pantalles en avions, vaixells o elements mòbils és un gran repte.
Per altra banda, per mantenir l'aparent continuïtat d'una imatge tridimensional al llarg de tot el seu camp de visió caldrà un projector que pugui produir un gran nombre d'imatges per segon. En conseqüència les pantalles de volum escombrat poden presentar com a molt centenars de colors i, per tant, no poden crear massa efectes com ara imatges amb múltiples textures ni de grans dimensions.

## Futur
Un dels aspectes als que s'enfronten els investigadors en l'actualitat sobre les pantalles de volum escombrat és la generació d'ombres, és a dir, una opacitat dels voxels. Actualment les pantalles de volum escombrat que es comercialitzen generen imatges translúcides en què cada voxel actua com un emissor omnidireccional i, per tant, no és possible representar regions d'ombra.
Aquest aspecte juntament amb la voluntat d'usar aquestes pantalles com a element d'interacció i no pas com un element merament de projecció esdevindran els camps a explorar a partir d'ara.